# Фарина Наталія-Марія Петрівна
Ната́лія-Марі́я Петрі́вна Фари́на (19 червня 1967, село Добросин Нестеровського району (нині Жовківського району) Львівської області) — українська співачка (сопрано), народна артистка України (2011), професор Інституту мистецтв РДГУ, занесена до «Золотої книги України» (2000), лавреатка мистецької премії ім. Германа Жуковського від Національної музичної спілки (2006), авторка ідеї та директорка вокального конкурсу «Бурштинові солоспіви»

## Життєпис
Наталія Фарина народилася в селі Добросин Нестеровського району (нині Жовківського району) Львівської області. 1980 року закінчила Львівське культосвітнє училище, 1987 року — Львівську державну консерваторіюім.М. В. Лисенка.
Солістка Рівненської обласної філармонії. професор кафедри естрадної музики Інституту мистецтв Рівненського державного гуманітарного університету.
Репертуар: арії з опер Джузеппе Верді, Вольфганга-Амадея Моцарта, Джакомо Пуччіні, Михайла Глінки, Сергія Рахманінова,Георгія Майбороди, пісні Миколи Лисенка, Кирила Стеценка, Мирослава Скорика, Богдана Янівського .Романси, пісні-ретро, сучасні авторські пісні

## Доробок
- Фарина Наталія Петрівна. Розвиток художньо-інтерпретаційних умінь у студентів-вокалістів музичних факультетів / Наталя-Марія Фарина.: Збірник наукових праць.  Вип.26. — К.: Вид-во НПУ ім. М. П. Драгоманова, Київ 2013. — С.108-112
- Фарина Наталія Петрівна. Українська естрадна музика в національному соціокультурному просторі. Українська культура: минуле, сучасне, шляхи розвитку. Збірник наукових праць. Вип.19.Том 1.-Рівне,2013.-С.110-113.
- Фарина Наталія Петрівна Художні засади вокального мистецтва. Нова педагогічна думка: Науково-методичний журнал.- 2014.1(77).-С.143-147
- Фарина Наталія Петрівна «Вокальні орієнтири співака». Вип. 2. — Рівне, 2014. — 236 с[1].

## Державні нагороди
- Заслужений артист України (22.10.1997)
- Народний артист України (23.08.2011)[2]